# FAIR-adat
Azon adatokat nevezzük FAIR-adatnak, melyek megfelelnek a FAIR-elveknek. A FAIR tíz elvet fogalmaz meg, melyek az adatok megtalálhatóságát, elérhetőségét, interoperabilitását és újrahasznosíthatóságát segítik elő. Az elveket és a „FAIR” megnevezést 2016 márciusában publikálták a Scientific Data folyóiratban.
Ahogy fejlődik a világ, egyre több adattal és egyre nagyobb, komplexebb adathalmazokkal kell foglalkoznunk, így fontos, hogy ezzel együtt az adatok elérésének és létrehozásának sebessége is nőjön.
A FAIR/O megnevezést gyakran annak jelölésére használják, hogy egy adott adathalmaz vagy adatbázis megfelel a FAIR-elveknek, illetve hogy az adatok benne szabadon felhasználhatók.

## A FAIR-elvek
A tíz elv négy csoportban van felsorolva:
Megtalálhatóság (findability)
Az adatokat elsősorban meg kell találni. Fontos, hogy a metaadatokat nemcsak emberek, hanem gépek is el tudják érni; ez ahhoz szükséges, hogy automatikák is fel tudják deríteni az egyes adathalmazokat és -bázisokat.
- F1. A metaadatoknak globálisan egyedi azonosítójuk (ID) van.
- F2. Az adatokat részletesen írják le a metaadatok. (Ezt lejjebb az R1 részletezi.)
- F3. A metaadatok egyértelműen, expliciten tartalmazzák, mely adatentitást írják le.
- F4. A metaadatok indexelve vannak a gyors kereshetőség céljából.

Elérhetőség (accessibility)
Miután az adatról tudomása lett a kliensnek, fontos, hogy azt biztonságosan, autentikációval érhesse el.
- A1. Bármely metaadat azonosítható a globális ID-jével, amivel valamely szabványos protokollon keresztül lekérhető.
- A1.1 A szóban forgó protokoll szabad (open and free) és univerzálisan implementálható.
- A1.2 A protokoll lehetővé teszi az autentikációt az adatok és metaadatok védelmének érdekében. (Nem kötelező viszont annak használata!)
- A2. A metaadatok akkor is elérhetőek, ha a leírt adat már nem érhető el (például törlés miatt).

Interoperabilitás (interoperability)
Fontos, hogy az adatokat és metaadatokat más adatokkal és metaadatokkal lehessen integrálni, illetve alkalmazásokkal feldolgozni például analízis céljából.
- I1. Az adatok (és metaadatok) olyan nyelvezetet használnak (beleértve a mezőneveket), amely formális, bárki számára elérhető, illetve általánosan használható.
- I2. A (meta)adatok olyan szókincset használnak, melyek maguk is megfelelnek a FAIR-elveknek.
- I3. Amennyiben a (meta)adatok egymásra hivatkoznak, ezen hivatkozások konzisztensek.

Újrahasznosíthatóság (reusability)
Cél az is, hogy az adatokat optimális módon újra lehessen használni, amihez fontos, hogy az adatok jól, pontosan le legyenek írva.
- R1. Az adatok pontosan, részletesen le vannak írva releváns metaadatokkal.
- R1.1 Az adatok (és metaadatok) egyértelműen licencelve vannak.
- R1.2 Az adatokhoz meg van adva ún. provenancia.
- R1.3 A metaadatok a területspecifikus (például kutatási területre specifikus) szabványoknak megfelelnek.

## Fordítás
Ez a szócikk részben vagy egészben  a   FAIR data című angol Wikipédia-szócikk ezen változatának fordításán alapul.  Az eredeti cikk szerkesztőit annak laptörténete sorolja fel. Ez a jelzés csupán a megfogalmazás eredetét és a szerzői jogokat jelzi, nem szolgál a cikkben szereplő információk forrásmegjelöléseként.